# Сив сокол
Сивият сокол (Falco hypoleucos) е вид птица от семейство Соколови (Falconidae). Видът е световно застрашен, със статут Уязвим.

## Разпространение
Видът е разпространен в Австралия.